# Rongelap
Rongelap est un atoll des îles Marshall.

## Géographie
Rongelap est composé de 61 îlots comptant au total de 8 km2 de superficie entourant un lagon de 1 000 km2 de superficie.

## Histoire
La population de l'atoll est évacuée à Ebeye à la suite de l'opération Crossroads, une série d'essais nucléaires menée par les États-Unis dont des explosions de bombes A et de bombes H effectuées entre 1946 et 1958, dont celle de Castle Bravo (la plus puissante bombe H américaine) ; il compte 6 000 habitants en 1954. Lorsque les essais nucléaires prennent fin, très peu d'habitants reviennent y vivre, ce qui en fait la municipalité la moins peuplée du pays (à l'exception des îles inhabitées), avec une population de seulement 79 habitants en 2011.
Lors de l'essai du 1er mars 1954, les habitants de Rongelap ne sont évacués qu’au bout de 51 heures et renvoyés chez eux trois ans plus tard.